# Daniel McNiven
Daniel McNiven is een voormalig Schots voetballer. In zijn carrière heeft hij in Schotland en in de Verenigde Staten gespeeld. In het seizoen 1922/23 werd hij topscorer in de American Soccer League.

## Prijzen

### Topscorer American Soccer League
- Winnaar (1): 1922/23 (28)